# VideoByte
VideoByte(ビデオ・バイト)は、BD/DVDコピー、DVDオーサリングなどの機能があり、DVDやBlu-ray Discをコピーやリッピングするためのソフトウェアを備えたソフトウェアブランドである。

## 概要
主な製品は、Blu-ray・DVDのコピー・リッピングを処理するためのソフトウェア、Blu-ray・DVDを再生するためのプレーヤー、DVD焼く・DVD書き込みソフトウェア、およびストリーミングビデオをダウンロードするためのソフトウェアなどである。

### フリー版
- 動画は5分しか変換できない。
- 5分以下の動画を半分だけに変換できない。
- 30日間以内に5回だけDVDをISOファイルに変換可能。
- 30日間以内に5回だけDVDをフォルダに変換可能。

### 製品版
- 制限なしでBD・DVDを変換できるだけではなく、無料のテクニカルサポートとプログラムの更新を提供している。

## 主な機能
リッピング機能。
VideoByte BD-DVDリッピングはDVDやブルーレイをAVI、MP4などの形式に変換できる。

- DVDをリッピングしてAVIに変換する方法
- ブルーレイをMP4に変換する方法

DVD・ブルーレイを汎用の動画/音声形式・DVDフォルダー・ISOイメージファイルに変換できる。
動画・音声再生機能
VideoByte ブルーレイプレーヤーはBlu-ray Disc（BDMVやBDAV規格）、ブルーレイフォルダおよびISOファイルを再生することができる。リジョンコード、AACS、CSSなどのプロテクトが掛かているディスクにも対応可能である。
オーサリング機能
VideoByte DVD作成は動画をDVD·BD/フォルダ/ISOファイルに書き込めるソフトである。DVD-5／DVD-9、 BD-25／BD-50にサポートしている。

## 技術的保護手段・技術的利用制限手段について[1]
従来の著作権法の考え方では、家庭内で行われる複製は「私的複製」として著作権を侵害しないとされている。
しかし、著作権法は技術的保護手段（コピーコントロール）と技術的利用制限手段（アクセスコントロール）を定義し（2条1項20号）、これらを回避した複製行為を私的複製の範囲から除外した。よって、技術的保護手段・技術的利用制限手段を回避して行う複製は、著作権者の複製権を侵害となる。
著作権法は個人的又は家庭内で他人の著作物を複製しても私的複製として著作権を侵害しない旨規定する。
しかし、技術的保護手段・技術的利用制限手段を回避して可能となった複製行為や、その結果に障害が生じないようになった複製行為をその事実を知りながら行う場合、この私的複製から除外される（30条1項2号）。
著作権を侵害する行為：
・技術的保護手段・技術的利用制限手段を回避して可能となった複製行為を、その事実を知りながら行うこと。
・技術的保護手段・技術的利用制限手段を回避して障害が生じないようになった複製行為を、その事実を知りながら行うこと。